# Sergey Klyugin
Sergey Petrovich Klyugin (en russe : Сергей Петрович Клюгин ; en français : Sergueï Petrovitch Kliouguine), né le 24 mars 1974 à Kinechma,  est un athlète russe, spécialiste du saut en hauteur.

## Biographie
En 1998, lors du meeting de Zurich, il établit la meilleure marque de sa carrière en franchissant une hauteur de 2,36 m. Quelques jours plus tard, il se classe troisième des championnats d'Europe de Budapest, derrière le Polonais Artur Partyka et le Britannique Dalton Grant, avec un saut à 2,32 m,. 
Sergey Klyugin remporte le titre des Jeux olympiques de 2000, à Sydney, en effaçant une barre à 2,35 m à son premier essai. Il devance le détenteur du record du monde cubain Javier Sotomayor et l'Algérien Abderrahmane Hammad, crédités tous les deux de 2,32 m. Il se classe quatrième ex æquo des championnats du monde 2001 en 2,30 m.
Il remporte trois titres de champion de Russie : deux en plein air en 2000 (2,33 m) et 2001 (2,31 m), et un en salle en 1997 (2,30 m).
Il est l'époux de Viktoriya Klyugina, également sauteuse en hauteur.

## Palmarès
| Date | Compétition                    | Lieu          | Résultat | Marque |
| ---- | ------------------------------ | ------------- | -------- | ------ |
| 1991 | Championnats d'Europe juniors  | Thessalonique | 2e       | 2,27 m |
| 1992 | Championnats du monde juniors  | Séoul         | 5e       | 2,20 m |
| 1997 | Championnats du monde          | Athènes       | 11e      | 2,29 m |
| 1998 | Championnats d'Europe          | Budapest      | 3e       | 2,32 m |
| 1998 | Coupe du monde des nations     | Johannesburg  | 3e       | 2,28 m |
| 2000 | Jeux olympiques                | Sydney        | 1er      | 2,35 m |
| 2001 | Championnats du monde          | Edmonton      | 4e       | 2,30 m |
| 2004 | Championnats du monde en salle | Budapest      | qual.    | 2,24 m |

## Records
| Épreuve         | Épreuve   | Performance | Lieu              | Date                           |
| --------------- | --------- | ----------- | ----------------- | ------------------------------ |
| Saut en hauteur | Plein air | 2,36 m      | Zurich            | 12 août 1998                   |
| Saut en hauteur | Salle     | 2,31 m      | Moscou Birmingham | 2 février 1997 20 février 2000 |